# The Fall of Every Season
The Fall of Every Season jest norweskim zespołem grającym mieszankę doom metalu, metalu progresywnego i death metalu, założonym przez Mariusa Stranda, który jest kompozytorem, wokalistą, gitarzystą, perkusistą i klawiszowcem grupy.

## Życiorys
Jesienią 2004 r. ruszył projekt The Fall of Every Season. Pierwszy utwór projektu - "Her Withering Petals" - został rozprzestrzeniony w internecie, zdobywając zainteresowanie autorem kompozycji. W 2006 r. wytwórnia Aftermath Music zainteresowała się projektem, czego wynikiem było wydanie w 2007 r. debiutanckiego albumu - From Below.

## Obecny skład zespołu
- Marius Strand - wokale, gitary (akustyczne, elektryczne, basowe), pianino, perkusja

## Dyskografia
- Her Withering Petals (2004, niewydane demo)
- Neglected's Motif (2005, demo)
- From Below (2007)
- Amends (2013)